# Semko Koroza
Semko Koroza, właściwie Przemysław Semko Koroza (ur. 26 listopada 1965 w Łodzi) – polski duchowny ewangelicko-reformowany, superintendent generalny Kościoła Ewangelicko-Reformowanego w RP z tytułem biskupa Kościoła, wiceprezes konsystorza i Synodu Kościoła.

## Życiorys
Został ordynowany 26 kwietnia 1994. Był ewangelickim kapelanem X Zjazdu Gnieźnieńskiego. W kadencji 2016–2020 był członkiem Konsystorza Kościoła Ewangelicko-Reformowanego w RP jako zastępca radcy duchownego. Jest proboszczem parafii ewangelicko-reformowanej w Łodzi, a także przewodniczącym Łódzkiego Oddziału Polskiej Rady Ekumenicznej. 
W kadencji 2021–2025 został wybrany zastępcą notariusza Synodu Kościoła Ewangelicko-Reformowanego w RP. W kwietniu 2022 został wybrany wiceprezesem Komitetu Krajowego Towarzystwa Biblijnego w Polsce w kadencji 2022–2027.
Podczas wiosennej sesji Synodu Kościoła Ewangelicko-Reformowanego w Polsce w dniu 21 maja 2022 został wybrany na biskupa (superintendenta) Kościoła. W głosowaniu uzyskał 30 głosów, zaś jego konkurent ks. Krzysztof Góral-Michałek uzyskał 5 głosów, a 17 synodałów wstrzymało się od głosu. 8 października 2022 roku został wprowadzony w urząd i zastąpił dotychczasowego biskupa Kościoła Marka Izdebskiego.

## Wybrana bibliografia
- Prospectus Fidei (FOT-GRAF, 2011; ISBN 978-83-912938-1-2)